# Дэй, Чарли
Чарльз Пекэм «Чарли» Дэй (англ. Charles Peckham “Charlie” Day; род. 9 февраля 1976) — американский актёр кино и телевидения, наиболее известный по роли Чарли Келли в телесериале «В Филадельфии всегда солнечно».

## Биография
Чарли Дэй родился в Нью-Йорке. Его мать, Мэри Пэкхем, была преподавательницей игры на фортепиано в школе Пэнфильд в Портсмуте, а отец Томас Чарльз Дэй был профессором музыки и английского языка в университете Salve Regina University в Ньюпорте. Большая часть его детства прошла в городе Мидлтаун, штат Род-Айленд. Там же он учился в школе Пэнфильд, окончил школу Эббэй Портсмут. Впоследствии он учился в колледже Мэрримак в Массачусетсе, где также играл в бейсбол.

## Личная жизнь
Чарли Дэй женился на американской актрисе Мэри Элизабет Эллис 4 марта 2006 года. У супругов есть сын, Рассел Уоллес Дэй (род.15.12.2011).

## Фильмография
| Год          |    | Русское название              | Оригинальное название             | Роль                  |
| ------------ | -- | ----------------------------- | --------------------------------- | --------------------- |
| 1990—2010    | с  | Закон и порядок               | Law & Order                       | Джереми               |
| 1999—2005    | с  | Третья смена                  | Third Watch                       | Майкл Боскорелли      |
| 2000—2000    | с  | Мэдиган                       | Madigan Men                       | Клерк                 |
| 2001         | ф  | Позднее лето                  | Late Summer                       | Тревор                |
| 2001         | ф  | Истории походного костра      | Campfire Stories                  | Джо                   |
| 2003—2009    | с  | Рино 911!                     | Reno 911!                         | Близнец               |
| 2005 — н. в. | мс | Американский папаша           | American dad                      | Джон                  |
| 2005 — н. в. | с  | В Филадельфии всегда солнечно | It's always sunny in Philadelphia | Чарли Келли           |
| 2010         | ф  | На расстоянии любви           | Going the Distance                | Дэн                   |
| 2011         | ф  | Несносные боссы               | Horrible Bosses                   | Дейл Арбус            |
| 2013         | мф | Университет монстров          | Monsters University               | Арт                   |
| 2013         | ф  | Тихоокеанский рубеж           | Pacific Rim                       | Доктор Ньютон Гейзлер |
| 2014         | мф | Лего. Фильм                   | The Lego Movie                    | Бенни                 |
| 2014         | ф  | Несносные боссы 2             | Horrible Bosses 2                 | Дейл Арбус            |
| 2015         | ф  | Каникулы                      | Vacation                          | Чед                   |
| 2015         | ки | Lego Dimensions               | Lego Dimensions                   | Бенни                 |
| 2017         | ф  | Битва преподов                | Fist Fight                        | Кэмпбелл              |
| 2017         | ф  | Я люблю тебя, папочка         | I Love You, Daddy                 | Ральф                 |
| 2018         | ф  | Тихоокеанский рубеж 2         | Pacific Rim: Uprising             | доктор Ньютон Гейзлер |
| 2018         | ф  | Отель «Артемида»              | Hotel Artemis                     | Акапулько             |
| 2019         | мф | Лего. Фильм 2                 | The Lego Movie 2: The Second Part | Бенни                 |
| 2022         | ф  | Я хочу вернуть тебя           | I Want You Back                   | Питер                 |
| 2023         | мф | Братья Супер Марио в кино     | Super Mario Bros.: The Movie      | Луиджи                |
| 2023         | ф  | Рай для дурака                | Fool's Paradise                   | Латте Пронто          |